# Heinrich Trumheller
Heinrich Trumheller (* 1. Juli 1972 in Naltschik, Sowjetunion) ist ein ehemaliger deutscher Radrennfahrer.

## Leben
Heinrich Trumheller wurde in der Sowjetunion geboren, wo er in einer wolgadeutschen Familie aufwuchs. Er wurde von seinem Vater, selbst ehemaliger erfolgreicher Radsportler, trainiert.
1990 wanderte die Familie nach Deutschland aus und ließ sich in Donaueschingen nieder.
1991 gewann Heinrich Trumheller noch als Amateur Köln–Schuld–Frechen, die Slowakei-Rundfahrt und belegte bei dem Amateurwettbewerb der Meisterschaft von Zürich Platz zwei. 1991 gewann er die Brügelmann-Champion-Wertung, eine Jahreswertung für Amateure des Bundes Deutscher Radfahrer (BDR). Anschließend wurde er Profi, was er mit einer Unterbrechung bis 2000 auch blieb. 1992 wurde er deutscher Meister im Straßenrennen und Sechster der Tour de Suisse. 1998 gewann er die Internationale Ernst-Sachs-Tour. Rudi Altig äußerte über Trumheller, er sei „einer der größten Hoffnungen des deutschen Radsports seit den letzten zehn Jahren“. Im weiteren Verlauf seiner Profikarriere blieben größere Erfolge jedoch aus, und Trumheller konnte die Erwartungen nicht erfüllen.
2014 berichtete Trumheller öffentlich, dass ab Mitte der 1990er Jahre ganze Mannschaften plötzlich gerast seien, „als kämen sie von einem anderen Planeten“. Er selbst habe seine größten Erfolge „sauber“ errungen und sei lange Zeit nur „mit Wasser und Brot gefahren“. Schließlich habe er selbst auch EPO probiert, aber von einem medizinisch begleiteten strukturierten Doping wie bei anderen Fahrern sei er meilenweit entfernt gewesen. Sein Vater habe ihn zur Fairness und Ehrlichkeit erzogen, aber er sei damals verzweifelt gewesen. Ende der 1990er Jahre beendete er seine sportliche Laufbahn.
Heinrich Trumheller lebt heute in Nürnberg und führt ein Geschäft für osteuropäische Delikatessen. (Stand 2014)